# Cérémonie de clôture des Jeux olympiques d'été de 2016
La cérémonie de clôture des Jeux olympiques d'été de 2016 se déroule le 21 août 2016 au stade Maracanã à Rio de Janeiro au Brésil entre 20 h et 22 h 50, heure locale.

## Déroulement

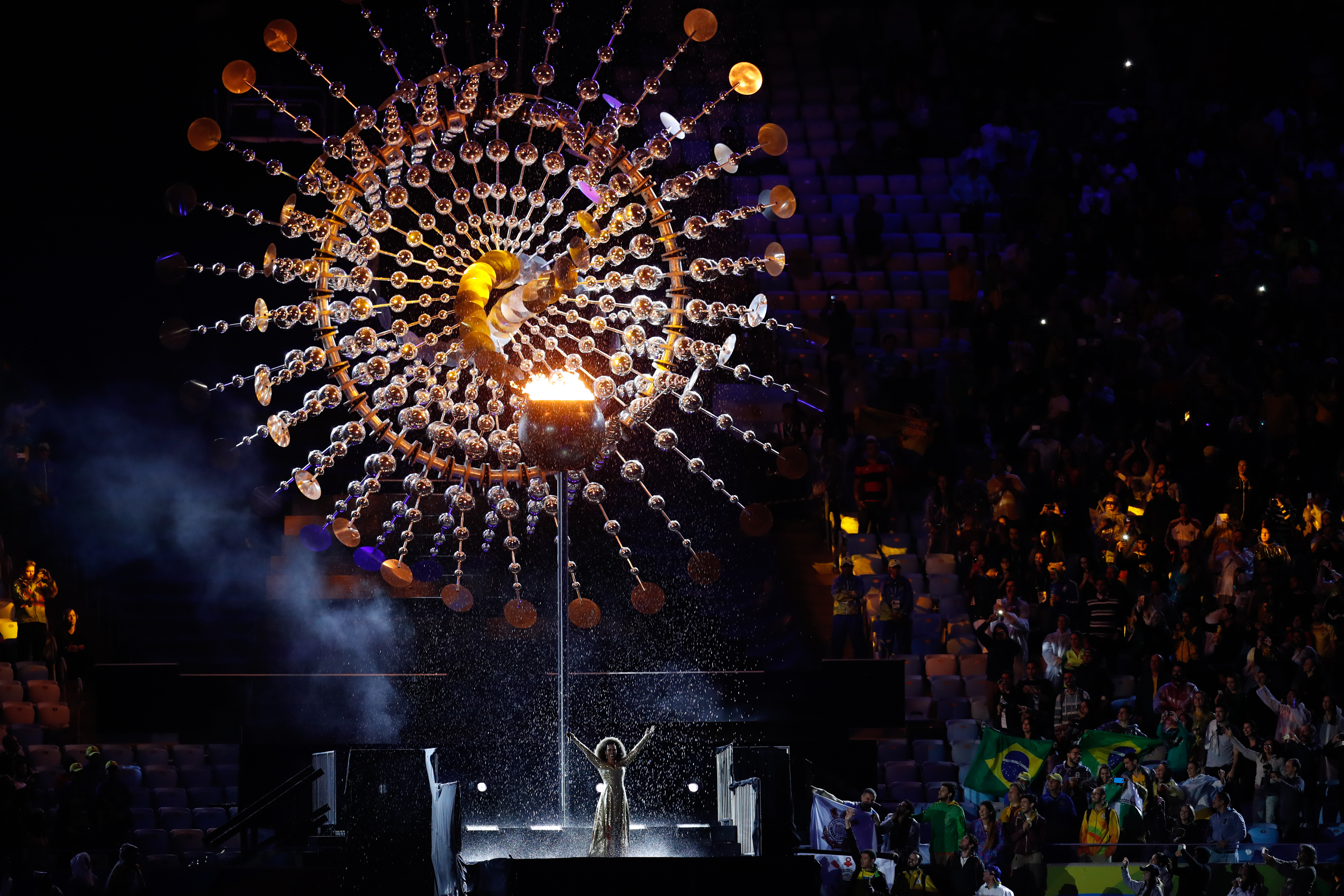
C'est une fausse pluie qui a procédé à l'extinction de la flamme olympique.

La cérémonie de clôture s'ouvre avec une évocation d'Alberto Santos-Dumont, icône importante au Brésil, pionnier franco-brésilien de l'aviation et précurseur de la montre-bracelet en cuir.
Un premier tableau de danseurs représente des symboles forts de Rio et de ces Jeux, tels que le Christ Rédempteur du Corcovado, le logo des Jeux et les anneaux olympiques.
L'hymne national du Brésil est interprété par des enfants au centre du stade Maracanã. Les choristes représentent maintenant les étoiles du drapeau brésilien, dont les couleurs sont projetées au sol autour d'eux. Au même moment, le drapeau brésilien est hissé au mât, aux côtés du drapeau olympique.
Les drapeaux des 205 délégations font leur entrée dans le stade Maracanã. Les drapeaux brésilien (pays organisateur) et grec (pays d'où sont originaires les Jeux olympiques) ouvrent la marche. Les athlètes olympiques font maintenant leur entrée. Contrairement à la cérémonie d'ouverture, ils ne défilent pas par délégations, mais sont tous ensemble. Ils cheminent à travers le stade dans le couloir formé par les drapeaux. Certains athlètes défilent avec leurs médailles. Les athlètes défilent une dernière fois dans le stade, médailles au cou pour les lauréats. 
La cérémonie protocolaire du marathon masculin est ensuite organisée. La médaille d'or est remise au Kenyan Eliud Kipchoge, l'argent à l'Ethiopien Feyisa Lilesa, et le bronze à l'Américain Galen Rupp. Les médailles sont remises par le président du CIO, Thomas Bach, et les statuettes par Sebastian Coe, le président de l'IAAF.
Les nouveaux membres de la commission des athlètes du CIO sont alors présentés. Il s'agit de l'Allemande Britta Heidemann (escrime), de la Russe Yelena Isinbayeva (saut à la perche), du Coréen Ryu Seung-min (tennis de table) et du Hongrois Daniel Gyurta (natation). Ils remettent ensuite un bouquet à quatre bénévoles, remerciant par ce geste tous ceux qui ont encadré le déroulement des Jeux. 
L'hymne national grec est ensuite interprété alors que le drapeau grec est hissé à la droite de celui du Brésil. Le drapeau olympique est lui descendu avant de quitter le stade olympique. Le maire de Rio, Eduardo Paes, transmet le drapeau olympique au président du CIO, Thomas Bach, qui le remet à Yuriko Koike, gouverneur de Tokyo, ville hôte des prochains Jeux olympiques de 2020. L'hymne du Japon arrangé par Jun Miyake est interprété, illustré par un clip évoquant les Jeux à venir à travers des images de Tokyo et des éléments de la culture japonaise. Le Premier ministre japonais, Shinzō Abe, fait peu après son entrée au sommet d'un tuyau au milieu du stade, habillé en Mario.
Un discours de clôture est prononcé par le président du CIO Thomas Bach et par le responsable de l'organisation des Jeux Carlos Arthur Nuzman.
La flamme olympique est éteinte à 22 h 24 symboliquement par une pluie tropicale simulée sur la chanson Pelo tempo que durar de Marisa Monte interprété par Mariene de Castro. Et la cérémonie se termine au son de la samba, avec un défilé de danseurs dans le stade.

### Discours
Carlos Arthur Nuzman, président du comité d'organisation, déclare : « Vous, athlètes olympiques, avez reçu des honneurs particuliers. Vous êtes les héros de cet événement. Vous avez écrit une nouvelle page dans l'histoire olympique. ».
Thomas Bach, président du comité international olympique affirme : « Ces Jeux olympiques ont démontré que la diversité est un grand rugissement pour tout le monde. Les valeurs olympiques ont créé l'unité dans la diversité. [...] Merci à vous athlètes olympiques : vous avez émerveillé le monde par vos exploits. [...] Ce furent des Jeux merveilleux dans la ville merveilleuse. [...] Je déclare les Jeux de la XXXIe olympiade clos et, conformément à la tradition, je convie la jeunesse du monde à se rassembler dans quatre ans à partir de maintenant à Tokyo pour célébrer avec nous les Jeux de la XXXIIe Olympiade. Au revoir Rio. ».

## Production
Le DJ norvégien Kygo est présent pour animer cette cérémonie de clôture. La directrice de la création est Rosa Magalhães. Pelé a annoncé sa possible venue[pas clair].

## Porte-drapeau

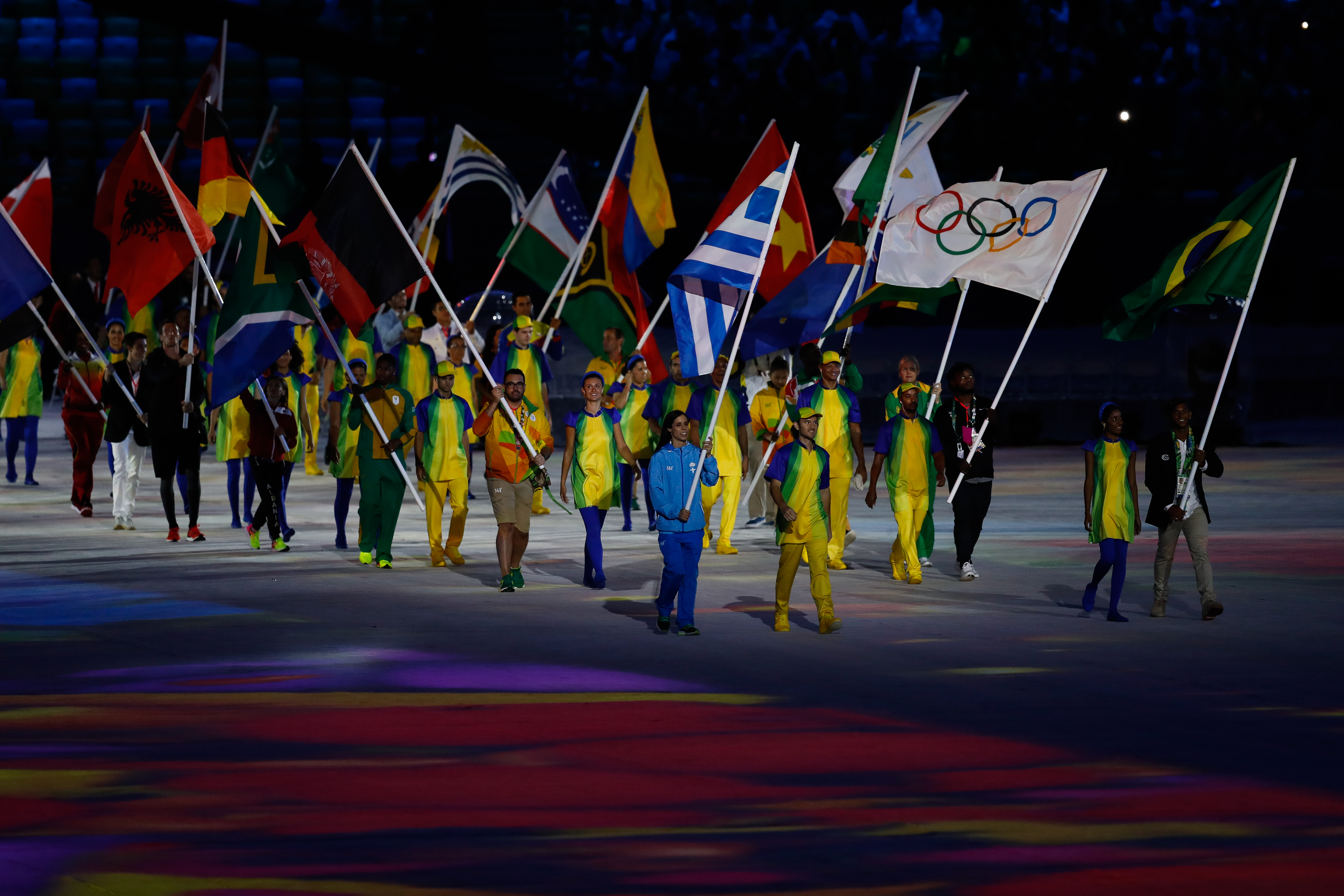
La procession des drapeaux et des athlètes est menée par les drapeaux grecs et brésiliens.